# Lucien Dorval
Lucien Dorval est un acteur français actif des années 1940 aux années 1950.

## Filmographie
- 1941 : Romance de Paris de Jean Boyer
- 1941 : Le Briseur de chaînes de Jacques Daniel-Norman : Girard
- 1947 : Les jeux sont faits de Jean Delannoy
- 1948 : Après l'amour de Maurice Tourneur
- 1948 : Aux yeux du souvenir de Jean Delannoy
- 1950 : Pigalle-Saint-Germain-des-Prés d'André Berthomieu
- 1951 : Le Roi des camelots d'André Berthomieu : l'industriel
- 1952 : La Minute de vérité de Jean Delannoy